# Yves Castagnet

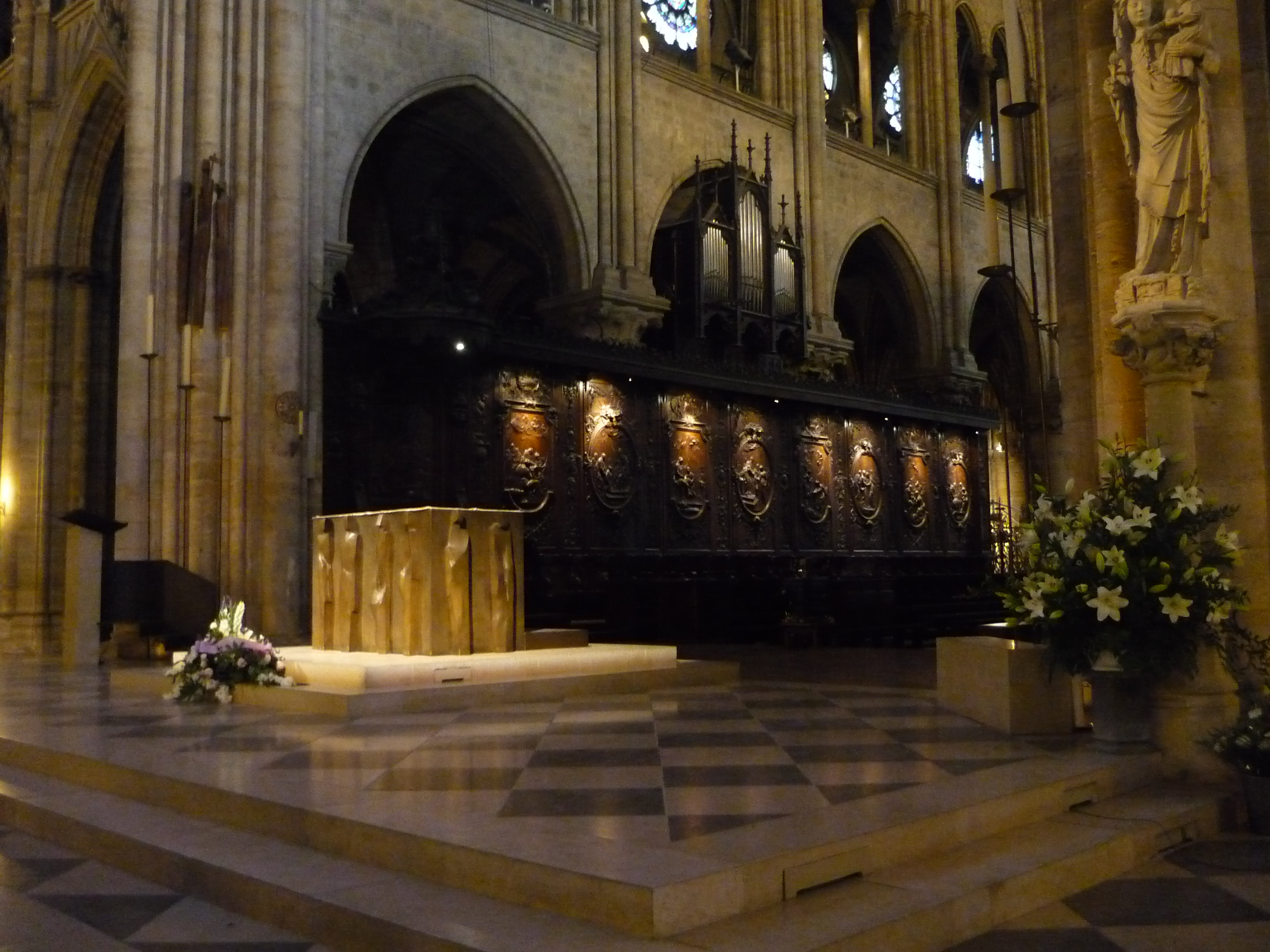
Chororgel von Notre Dame

Yves Castagnet (* 10. Mai 1964 in Paris) ist ein französischer Organist.

## Leben
Castagnet begann als Neunjähriger mit dem Orgelspiel. Nach dem Abitur studierte er bei Rolande Falcinelli am Pariser Konservatorium und schloss mit fünf ersten Preisen ab. Nach einer ersten Tätigkeit als Kapellmeister an St. Clotilde wurde er 1988 Titularorganist an der Chororgel von Notre Dame. Ebenfalls 1988 gewann er den Grand Prix d’Interpretation beim Orgelwettbewerb von Chartres.

## Kompositionen
- Messe Salve Regina.
- Trois Psaumes pour chœur et orgue.
- Messe brève pour chœur mixte et orgue
- Magnificat (2020)

## Tondokumente

### Compact Discs
- Felix Mendelssohn Bartholdy: 6 Orgelsonaten. Maseveaux.
- Marcel Dupré: Symphonie-Passion. St. Ouen.
- Marcel Dupré: Symphonie Nr. 2.
- Marcel Dupré: Le Chemin de la Croix. Notre Dame.
- Louis Vierne: Symphonies pour Orgue 1 & 2. St. Ouen.
- Yves Castagnet: Magnificat, mit La Maitrise Notre-Dame de Paris und Henri Chalet. Warner, 2024.

### Videos bei YouTube
- Marcel Dupré: Prélude et fugue en si majeur. Notre Dame, 2018.[3]
- Marcel Dupré: Prélude et Fugue sol mineur. Notre Dame, 2017.[4]